# 保留站

出現於英特爾Nehalem微架構的保留站

保留站是用于计算机的CPU的寄存器重命名的一种部件。
当程序的指令被发射（issued），指定保留站作为指令的源操作数的存储位置。保留站允许CPU取得与重用刚刚计算出的结果，而不必等待结果被写入寄存器再重新读出来作为新的指令的源操作数。 当多条指令连续写入同一个寄存器，这些指令都可以执行但只有（逻辑上）最后一条指令实际写入。保留站检查是否有先写后读的数据相关，是否有空闲的执行单元。 
指令的操作数都就绪后，就可以投入执行。执行结果被各个执行单元的保留站辨识，是否匹配哪些未就绪的指令源作数。  